# 侯尼支
侯尼支，南北朝北魏时勿吉族（东北地区民族）人。
勿吉之前派乙力支到北魏朝觐。魏孝文帝太和九年（485年），侯尼支奉勿吉首领之命朝觐北魏朝廷，抵达京师平城。翌年，再次入贡。勿吉之旁的大莫卢国、复钟国、莫多回国、库娄国、素和国、具弗伏国、匹黎尔国、拔大何国、郁羽陵国、库伏真国、鲁娄国、羽真侯国，在此前后，各遣使到北魏朝觐。